# 워싱턴 대학교

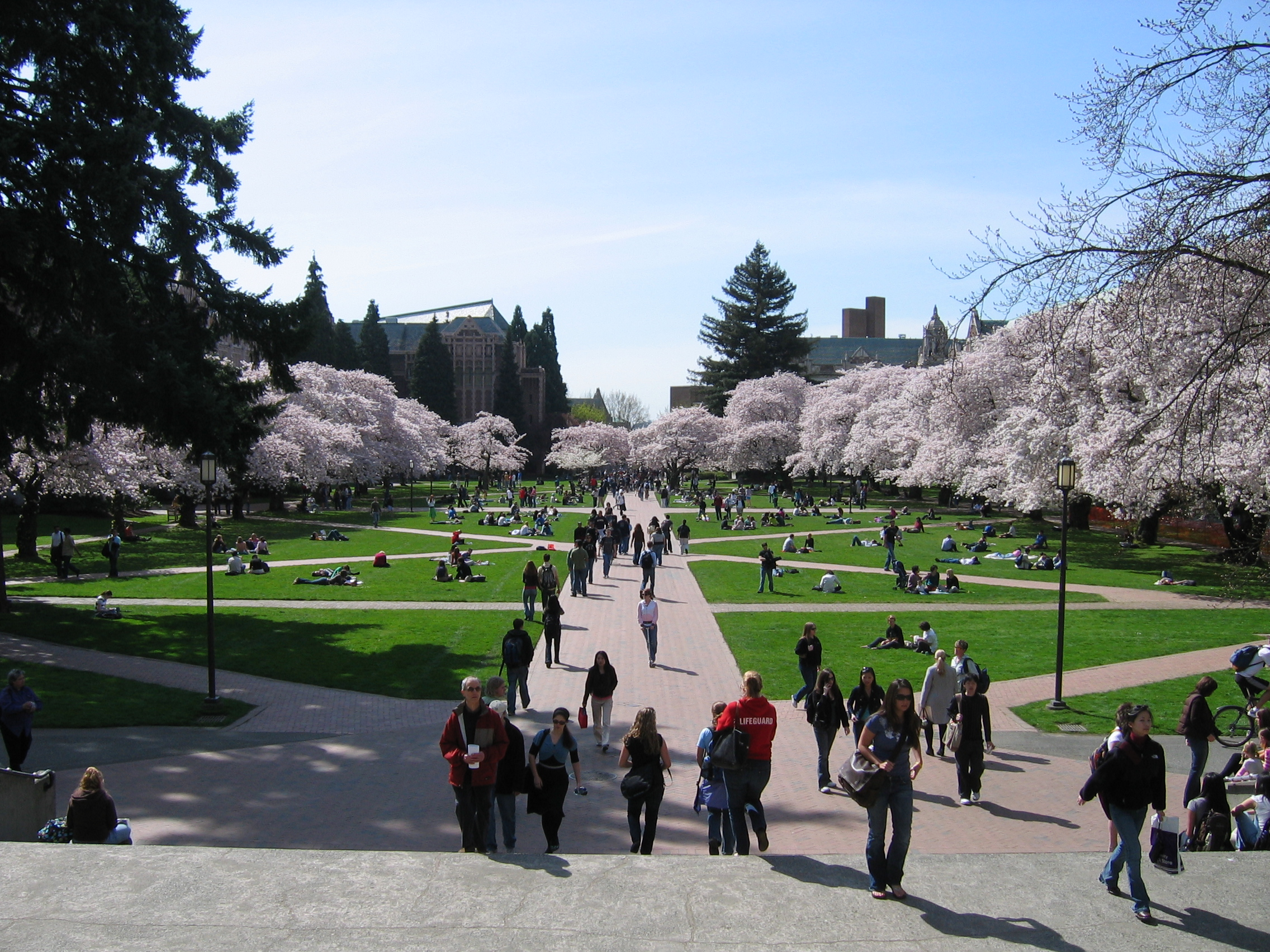
워싱턴 대학교 캠퍼스

워싱턴 대학교(영어: University of Washington,줄여서 UW)는 미국 워싱턴주 시애틀에 있는 미국 서부 최상위권 연구 중심 대학이다. 워싱턴 대학교는 미국 북서부 지방에서 가장 큰 규모의 대학이며 public 아이비리그의 일원이다. 캠퍼스의 크기는 약 2.845km2이며 그 안에 기숙사를 포함한 213개 동의 건물이 있다. 현재 마이크로소프트, 아마존의 본거지인만큼 세계 내 IT계열로 강한 대학으로 손꼽힌다. 특히 시애틀 출신인 빌 게이츠는 지금까지 매년 워싱턴 대학교에 기부 중이다.
보통 줄여서 UW (U-Dub:유덥으로 발음) 이라고 부른다. 시애틀의 번화가(Downtown)에서 약 5마일 떨어져 있다. 학생들의 학교 만족도는 높다.
메인 캠퍼스인 시애틀(Seattle) 캠퍼스 외에도 터코마(Tacoma), 바슬 (Bothell) 캠퍼스가 있다. 페이지에 기재된 워싱턴 대학교의 순위는 시애틀 캠퍼스 기준이다. 2011년, Academic Ranking of World Universities는 워싱턴 대학교를 세계 16위에 꼽았다. 임상의학대학원, 약리학에 대해 세계 3위를 차지하였다.
지금까지 총 12명의 노벨상 수상자, 13명의 퓰리처상 수상자, 1명의 필즈상 수상자를 배출했다.

## 역사
1861년에 워싱턴지방대학으로 설립되었다. 개교 당시에는 단 1명의 교수가 라틴어·그리스어·영어·역사·수학·생리학 등 모든 과목을 강의했다. 초기에는 재정난으로 몇 차례 휴교를 하기도 했으나, 1889년 이 곳이 워싱턴 주로 승격하면서 이 대학도 고등교육기관으로서 확고한 기반을 마련하였다. 1895년 교명이 워싱턴 대학교가 되었고, 현재의 캠퍼스로 이전했다.

## 학문 및 연구

### 순위 및 평판
2021년에 미국내 권위적인 US News & World Report에 의하면 세계대학 순위에서 8위에 랭크되었다.
2022년에는 한 단계 순위가 올라, 세계대학 순위에서 7위에 랭크되었다.
2023년에 세계대학 순위에서 6위에 랭크되었다. 
2012년에는 영국 타임스 지가 선정한 세계대학랭킹 중 25위를 차지하였다. 매년 미국 국내 대학 순위를 발표하는 시사 주간지 US News & World Report에서 의과대학원의 일차의료 관련하여 미국내 1위를 차지하였다.
유명한 대학원 프로그램으로 의치대, 간호대, 공대 등이 있다. 또한 2016년 기준 컴퓨터과학 (6위), 인공지능학 (5위), 통계학 (3위), 그리고 정보학 (3위)등 IT분야에서도 선두를 달리고 있다
큰 연구기금과 갈수록 높아지는 학문적 수준 덕분에 매년 크게 성장하고 있는 주립대학이다.

## 단과대학
워싱턴 대학교는 다음 단과대학들을 통해 165개 전공의 학사, 석사, 박사학위를 수여한다. 많은 단과대학 중 가장 큰 3개는 Michael G. Foster 상경대, Henry M. Jackson 국제연구대 와 Daniel J. Evans 공공사업대이다.
- 건축 환경대 (건축과 도시계획 대,2009년 1월 1일 이전)
- 예술과학대
- Michael G. Foster 상경대(경영, 경제 관련)
- 치대
- 사범대
- 공대
- 산림자원대
- 대학원
- 정보대
- Henry M. Jackson 국제연구대(국제정치, 국제경제, 국제사회, 국제관계 관련)
- 법대
  - 환태평양 법률 및 정책 학술지
- 약대
- 간호대
- 해양어류과학대
- School of Pharmacy
- Daniel J. Evans 공공 사업대(사회문제 관련)
- 공공 헬스대학
- 사회사업대

## 동문
애나 패리스 밥 샙